# Sayonara complex
「sayonara complex」（サヨナラ コンプレックス）は、日本のガールズバンド・CHAIの楽曲。2017年4月26日に発売された2作目のEP『ほめごろシリーズ』に収録された楽曲で、同年10月11日に「N.E.O.」との両A面という形式で、7インチシングル『N.E.O. / sayonara complex』としてリカットされた。
メロウなバラードナンバーで、楽曲が発売された翌年にミュゼプラチナム「2018 MUSEE ALWAYS FRESH篇」のCMソングとして使用された。

## 背景
本作は、「さよならコンプレックス」をテーマとして歌詞が書かれ、楽曲はフェニックスの「If I Ever Feel Better」をイメージして制作された。歌詞はCHAIの楽曲では初となるメンバー全員で書いたもので、ユウキは「大きなテーマすぎて、言葉にすると重くなってしまう気がした。だからといって面白おかしく書いて、私たちが伝えたいことを間違ってもいけないから。」と語っている。
カナは「可愛いだけの私じゃつまらない」というフレーズが一番伝いたい部分と明かしている。このフレーズについて、ユウキは「みんなに伝わる言葉ながら、CHAIらしく伝えようとここを一番考えた。」、マナは「ふとした瞬間に何かを持ちきれなくなったときや、自信を失くしてしまったときに聴いて欲しいと思った。」「これまで激しい曲ばかりやってきた中で、イメージしていなかった私たちなりのバラードだったから、こういう曲をやっていいのかあまりわからなかった。でも、今やりたいのはこれだからいいかと思えた。」と語っている。
当初コードに合わせたメロディが付けられていたが、マナ曰く「なんかつまらない」ということから、ラップを彷彿させるメロディとなり、『ほめごろシリーズ』に収録された楽曲で最もアレンジに時間がかかった楽曲となっている。

## リリース
本作は、2017年4月26日に発売された2作目のEP『ほめごろシリーズ』の5曲目に収録された。
2017年10月11日に「N.E.O.」との両A面シングル『N.E.O. / sayonara complex』としてリカットされ、7インチシングルの形態で発売された。シングルは、同月25日に発売の1作目のフル・アルバム『PINK』からの先行シングルとして発売された作品であり、『PINK』の10曲目にも収録された。ディスクジャケットには、本作のミュージック・ビデオ撮影時のオフショットから、メンバー4人がアメリカの道端でアイスクリームを食べる写真が使用された。
2018年4月1日より放送が開始されたミュゼプラチナムのCM「2018 MUSEE ALWAYS FRESH篇」で使用された。

## ミュージック・ビデオ
本作のミュージック・ビデオは、2017年3月に出演したライブイベント「SXSW 2017」が開催されたアメリカ合衆国テキサス州オースティンで撮影されたもの。ミュージック・ビデオは古屋蔵人が監督を務めた作品で、オースティンの街中を歩きながら全編即興で撮影されたもの。メンバーは即興の振り付けも行った。

## シングル収録曲
| #         | タイトル             | 作詞      | 作曲      | 時間 |
| --------- | -------------------- | --------- | --------- | ---- |
| 1.        | 「N.E.O.」           | ユウキ    | マナ      | 2:43 |
| 2.        | 「sayonara complex」 | CHAI      | マナ カナ | 4:23 |
| 合計時間: | 合計時間:            | 合計時間: | 合計時間: | 7:06 |

## 収録アルバム
- ほめごろシリーズ
- PINK